# Тунис, Марк Исаакович
Марк Исаакович Ту́нис (род. 30 июня 1938, Одинцово, Московская область) — советский и российский футбольный тренер. Заслуженный тренер Таджикской ССР.

## Биография
Занимался волейболом, хоккеем, чемпион московской области среди юношей по велосипедному спорту (14 лет). Кандидат в мастера спорта по шахматам. Футболистом играл на позиции вратаря в ДСШ Зарайска (1951—1954), дубле московского «Локомотива» (1954—1955), СКИФ Москва (1956—1959).
Выпускник ГЦОЛИФК (1956—1960). По распределению попал в Таджикистан, где работал в течение тридцати лет: «Ирригатор» Канибадам (1960—1963, чемпионат ТаджССР), «Курама» Табошар (1964—1965, чемпионат ТаджССР; с этой командой выиграл Кубок ТаджССР 1964 года), «Пахтакор» Курган-Тюбе (1965—1966 — тренер, 1969—1970, 1978, 1982—1983 — старший тренер), «Энергетик» Душанбе (1967—1968, тренер), «Памир» Душанбе (1970—1975 — начальник команды, 1978—1981 — старший тренер, 1991 — май 1992 — тренер-консультант), «Автомобилист» Термез (1976—1977 — старший тренер), «Нефтяник» Фергана (1984 — старший тренер). Старший тренер «Знамя труда» Орехово‒Зуево в 1985—1986. В 1992—1994 — главный тренер команды второй российской лиги «Авангард» Коломна. Работал тренером-селекционером в российских командах «Сатурн» Раменское (1995—1996, первая лига), «Шинник» Ярославль (1997—1998, высший дивизион). Главный тренер команды «Ирони» / «Маккаби-Ирони» Шломи / «Ирони» Нагария Израиль (1999—2002). В 2002—2007 — главный тренер сборной Израиля по футзалу, с которой занял 9 место из 10 на чемпионате Европы 2006.
Среди воспитанников Туниса — Алексей Чередник, Эдгар Гесс, Рашид Рахимов, Мухсин Мухамадиев, Александр Азимов, Александр Уваров, Валерий Сарычев.
Был членом руководства Европейского союза футзала.
С 2008 года проживает в Торонто, Канада, имеет канадское гражданство.
Автор книг «Загадки футбола», «Психология футболиста», «Психология вратаря», «Психологические особенности футбольной деятельности» и других.

## Семья
Жена Лидия, сын Сергей (род. 1961), дочь Оксана (погибла в 1984).